# Kazimír
Kazimír (Hongaars: Kázmér) is een Slowaakse gemeente in de regio Košice, en maakt deel uit van het district Trebišov.
Kazimír telt 851 inwoners.